# Omidiyeh (Verwaltungsbezirk)
Omidiyeh (persisch شهرستان امیدیه) ist ein Schahrestan in der Provinz Chuzestan im Iran. Er enthält die Stadt Omidiyeh, welche die Hauptstadt des Verwaltungsbezirks ist. 

## Demografie
Bei der Volkszählung 2016 betrug die Einwohnerzahl des Schahrestan 92.335. Die Alphabetisierung lag bei 90 Prozent der Bevölkerung. Knapp 76 Prozent der Bevölkerung lebten in urbanen Regionen.
| Zensusjahr | Einwohnerzahl |
| ---------- | ------------- |
| 2011       | 90.420        |
| 2016       | 92.335        |